# Олтертерп
Олтертерп (нід. Olterterp) — село в нідерландській провінції Фрисландія. Входить до муніципалітету Опстерланд.
Його площа становить 6,20км², а населення станом на 2021 рік складало 80 осіб.
Перша згадка про населений пункт датується 1505 роком.

## Галерея

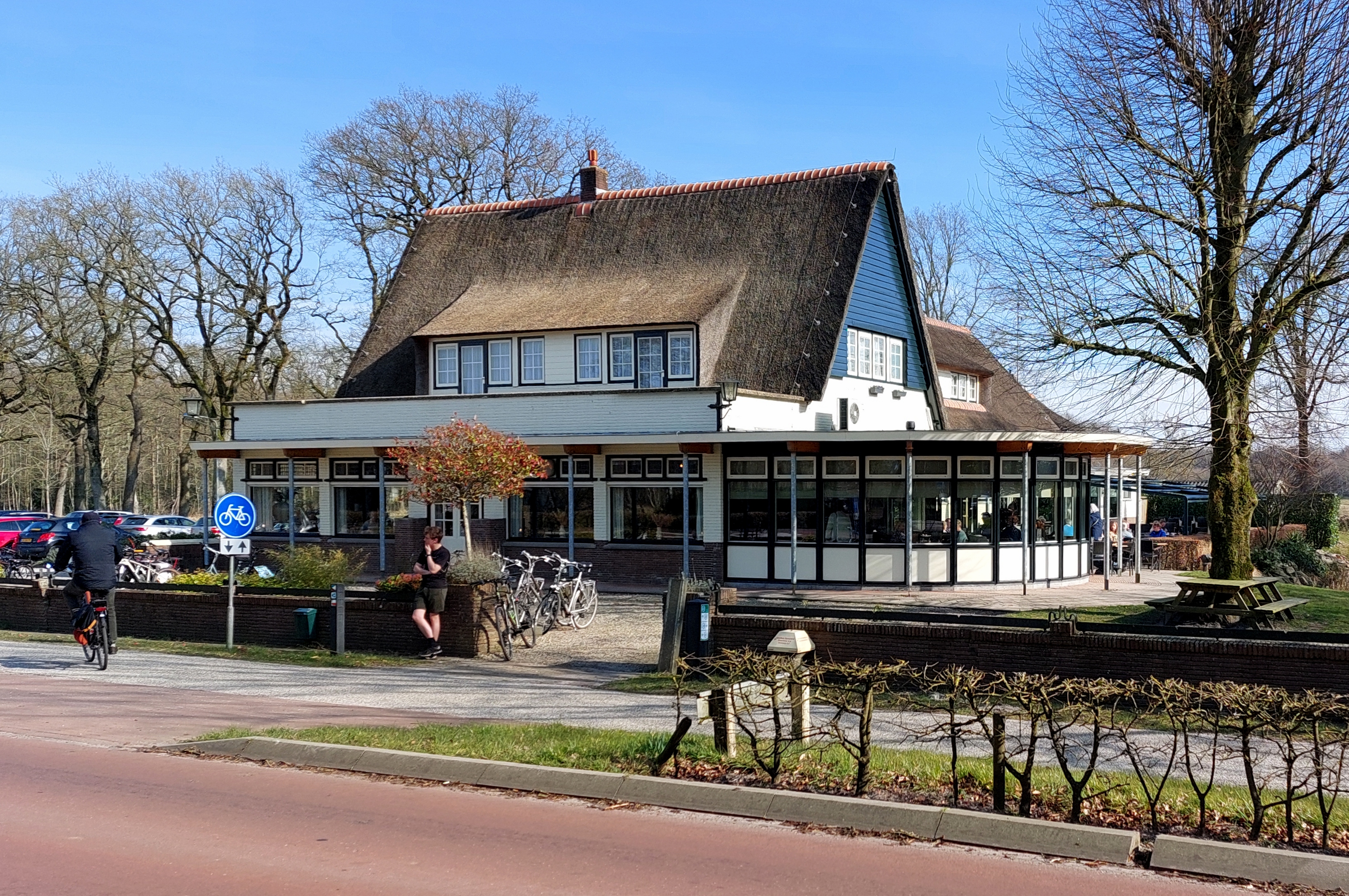
Ресторан Wite Hûs
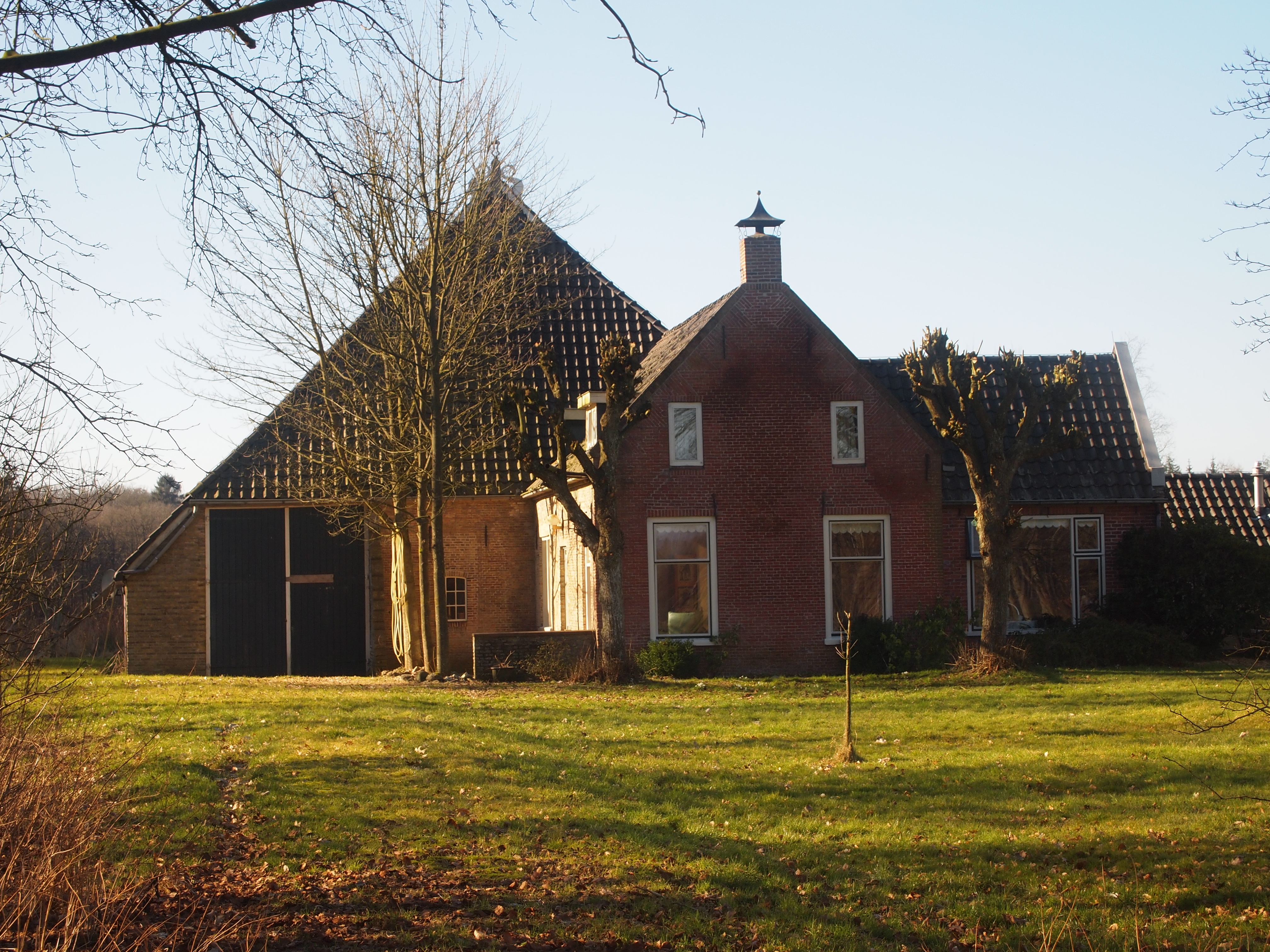
Ферма у селі
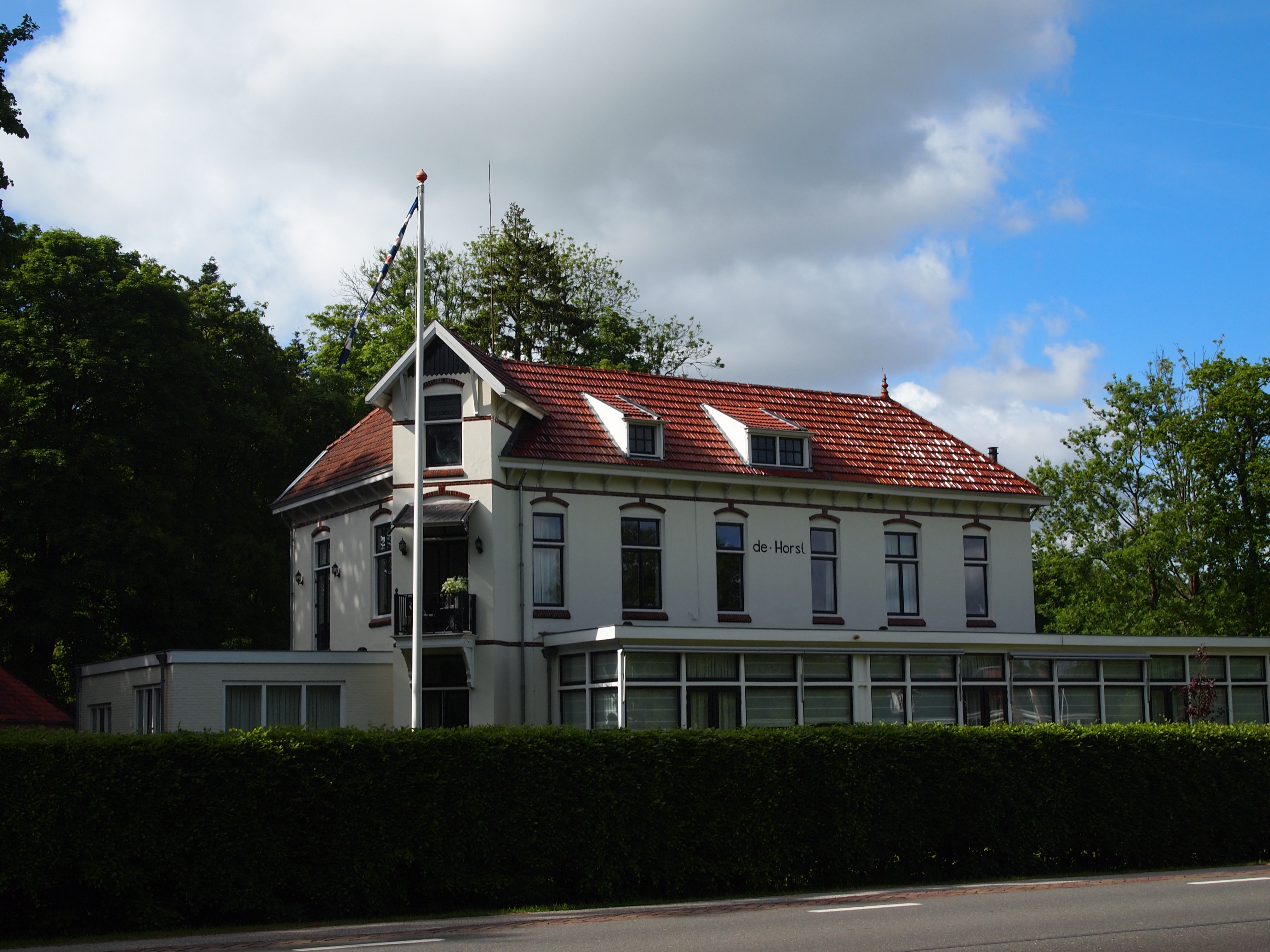
De Horst
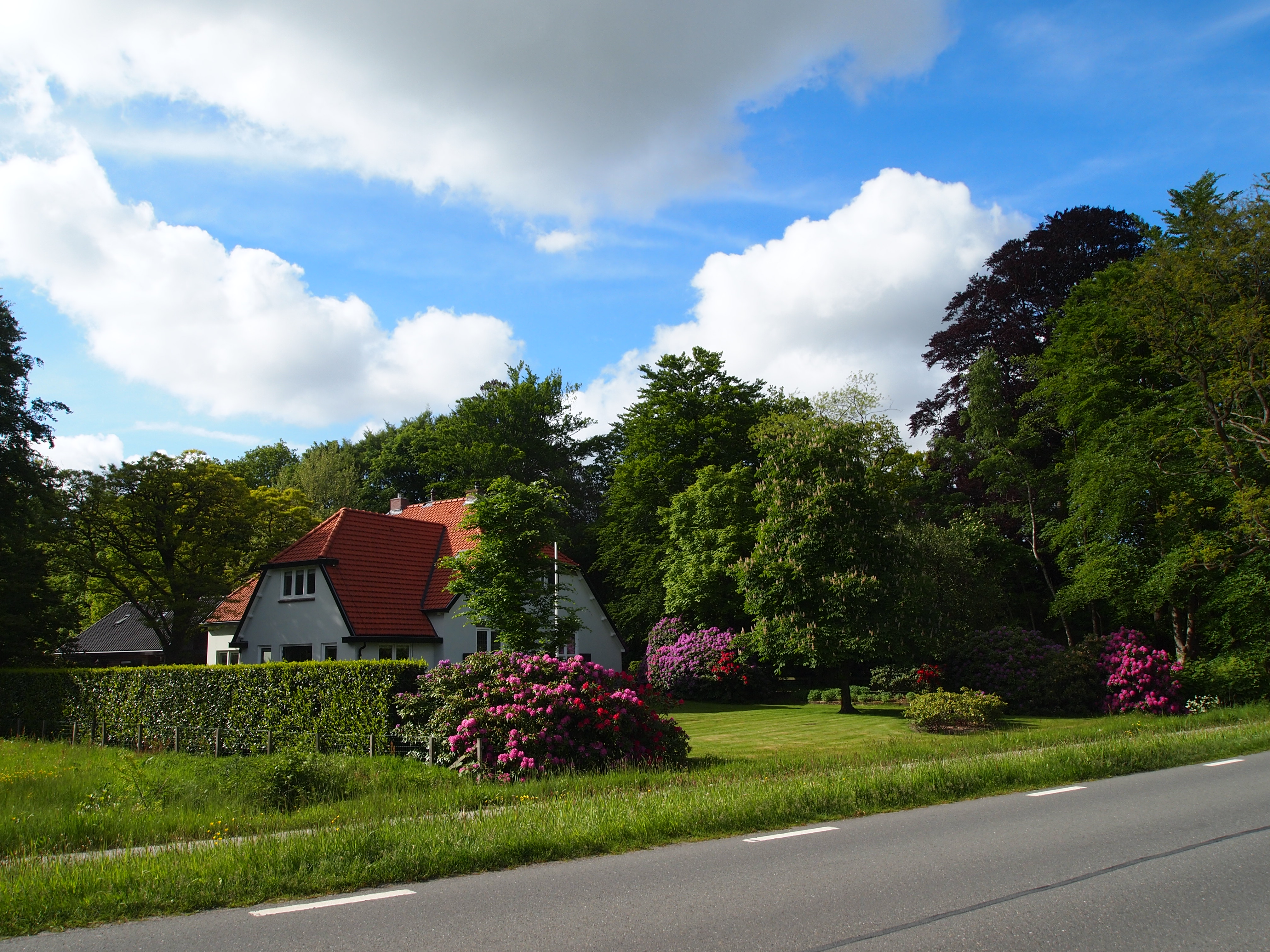
Сільський будинок